# C'eravamo abbastanza amati
C'eravamo abbastanza amati è un EP del progetto musicale Le luci della centrale elettrica del cantautore ferrarese Vasco Brondi.
È stato pubblicato il 2 dicembre 2011 dall'etichetta discografica indipendente La Tempesta Dischi e da Gibilterra Label, come allegato al numero di dicembre della rivista XL Repubblica.

## Il disco
Nell'EP è presente l'inedito omonimo, tre cover registrate in studio (Summer on a Solitary Beach di Franco Battiato, Emilia Paranoica dei CCCP Fedeli alla linea, Dolce amore del Bahia di Francesco De Gregori), una versione alternativa de L'amore ai tempi dei licenziamenti dei metalmeccanici e tre brani live tratti dal concerto di chiusura del tour di Per ora noi la chiameremo felicità al Teatro romano di Verona il 3 settembre (Un campo lungo cinematografico con Rachele Bastreghi dei Baustelle, Oceano di gomma, cover degli Afterhours eseguita con Manuel Agnelli e una versione estesa di Piromani con un frammento del brano La solitudine di Léo Ferré da cui il suo secondo album prende il titolo).
Il disegno in copertina è opera di Marco Cazzato.

## Tracce
1. C'eravamo abbastanza amati – 3:37 (Vasco Brondi; edizioni musicali Gibilterra)
2. Summer on a Solitary Beach – 3:52 (Franco Battiato/Giusto Pio; edizioni musicali EMI)
3. Emilia paranoica – 4:59 (Giovanni Lindo Ferretti/Massimo Zamboni; edizioni musicali Virgin Music Publishing)
4. Dolce amore del Bahia – 3:18 (Francesco De Gregori; edizioni musicali Universal)
5. L'amore ai tempi dei licenziamenti dei metalmeccanici (versione con vista dai tetti) – 3:27 (Vasco Brondi; edizioni musicali EMI/Gibilterra)
6. Un campo lungo cinematografico (live con Rachele Bastreghi) – 3:47 (Vasco Brondi; edizioni musicali Radiofandango/Gibilterra)
7. Oceano di gomma (live con Manuel Agnelli) – 4:51 (M.Agnelli/X. Iriondo/G.Prette/D.Ciffo/A.Viti; edizioni musicali Warner Chappell Music Italiana/Universal)
8. Piromani (live) – 8:10 (Vasco Brondi; edizioni musicali EMI/Gibilterra)
9. Per respingerti in mare (live) – 3:58 (Vasco Brondi; Disponibile  su iTunes)

## Formazione
- Vasco Brondi - voce, chitarra acustica, chitarra distorta, batteria elettronica
- Lorenzo Corti - chitarra elettrica, organo, cori, ultrasuoni
- Sebastiano De Gennaro - batteria e altri attrezzi
- Giovanni Ferrario - basso, casse, organo, tastiere nell'amplificatore, chitarra
- Rodrigo D'Erasmo - violino elettrico, pianoforte
- Manuel Agnelli - voce e pianoforte su Oceano Di Gomma (live)
- Rachele Bastreghi - voce su Un Campo Lungo Cinematografico (live)
- Giorgio Canali - chitarra acustica su Emilia Paranoica
- Enrico Gabrielli - organo, Fender Rhodes su L'amore Ai Tempi Dei Licenziamenti Dei Metalmeccanici (vers. Con Vista Dai Tetti Dello Stabilimento)
- Stefano Pilia - chitarra elettrica su L'amore Ai Tempi Dei Licenziamenti Dei Metalmeccanici (vers. Con Vista Dai Tetti Dello Stabilimento)